# Raphael Clemencio
Raphael Olivier Sandro Clemencio (* 10. April 1994) ist ein Schweizer Radsportler.

## Sportlicher Werdegang
Raphael Clemencio ist ein sportlicher Allrounder: Bevor er nach einer langen Verletzungspause zum Radsport wechselte, war er bis 2018 als Läufer aktiv. 2021 wurde er Sechster der Schweizer Meisterschaft im Einzelzeitfahren sowie Dritter im Sprint-Omnium. 2022 startete er beim Lauf des UCI Track Cycling Nations’ Cup in Glasgow in der Mannschaftsverfolgung und im Zeitfahren.
2023 wurde Clemencio in Grenchen Schweizer Meister im Scratch sowie im Sprint auf der Offenen Rennbahn Oerlikon.

## Diverses
Raphael Clemencio studierte Sportwissenschaft in Magglingen (Bachelor) und in Fribourg (Master) und ist als Personal Trainer tätig. Sein Trainer ist der ehemalige Radrennfahrer Marcel Wyss.
Von Oktober 2019 bis April 2020 unternahm er gemeinsam mit seinem Bruder David eine Fahrradtour über rund 9000 Kilometer von Bern nach Tadschikistan (geplant war China). Auf seiner Internetseite gibt Clemencio die Philippinen als zweites Herkunftsland an.

## Erfolge
2023
- Schweizer Meister – Scratch, Sprint